# Phaonia peregrina
Phaonia peregrina este o specie de muște din genul Phaonia, familia Muscidae, descrisă de Malloch în anul 1921. Conform Catalogue of Life specia Phaonia peregrina nu are subspecii cunoscute.